# كريستينا بيكرينغ
كريستينا بيكرينغ (بالإنجليزية: Kristina Pickering)‏ هي قاضية ومحامية أمريكية، ولدت في 7 أكتوبر 1952.